# Roussitch Podolsk
Le Roussitch Podolsk - en russe : Русич Подольск - est un club de hockey sur glace basé à Podolsk dans l'oblast de Moscou en Russie.

## Historique
Le club est créé en 2009 à la suite du déménagement du HK Rys à Mojaïsk. Il évolue alors dans la Pervaïa Liga.

## Palmarès
- Aucun titre.